# Lista de primeiros-ministros da Namíbia
Esta página contém a lista dos primeiros-ministros da Namíbia de 1990.

## Primeiros-ministros da Namíbia desde a independência
|   | Nome              | Assumiu o cargo       | Deixou o cargo        | Partido |
| 1 | Hage Geingob      | 21 de março de 1990   | 28 de agosto de 2002  | SWAPO   |
| 2 | Theo-Ben Gurirab  | 28 de agosto de 2002  | 21 de março de 2005   | SWAPO   |
| 3 | Nahas Angula      | 21 de março de 2005   | 4 de dezembro de 2012 | SWAPO   |
| 4 | Hage Geingob      | 4 de dezembro de 2012 | 21 de março de 2015   | SWAPO   |
| 5 | Saara Kuugongelwa | 21 de março de 2015   | 21 de março de 2025   | SWAPO   |
| 6 | Elijah Ngurare    | 21 de março de 2025   | atual                 | SWAPO   |